# Operatie Pegasus 2
Operatie Pegasus II was een actie in november 1944 waarbij vanuit de Veluwe een groep van zo'n honderdtwintig man, merendeels geallieerde soldaten, dwars door de Duitse linies bij Renkum heen wilden sluipen, de Rijn oversteken en zo bevrijd gebied bereiken. De actie liep uit op een grote mislukking. Een groot deel van de deelnemers werd ontdekt en gepakt, soms met de dood tot gevolg. Slechts zeven man bereikten de overkant van de Rijn.

## Achtergrond
Na de verloren Slag om Arnhem waren veel Britse militairen achtergebleven in bezet gebied. Zij werden opgevangen door het verzet. Er werd een ontsnappingsactie op touw gezet nadat duidelijk werd dat de geallieerden voorlopig niet verder zouden oprukken. Onder de naam Operatie Pegasus stak in de nacht van 22 op 23 oktober een groep van honderdveertig man, merendeels Britse parachutisten, maar ook leden van het verzet, de Rijn over tussen Renkum en Wageningen.
Niet alle Britse militairen waren er echter in geslaagd om tijd het verzamelpunt te bereiken. Tegelijkertijd werd de groep achterblijvers ook weer aangevuld met onder andere geallieerde militairen die uit krijgsgevangenschap waren ontsnapt en de bemanning van verschillende neergestorte vliegtuigen boven bezet gebied. Het verzet was tegelijkertijd zeer tevreden over het resultaat van Operatie Pegasus I. Daarom werd besloten om in de nacht van 18 op 19 november 1944 een tweede ontsnappingspoging te ondernemen.

## Voorbereiding
De gedropte Nederlandse geheim agent Abraham du Bois hield zich samen met onder andere Dick Kragt en diens medewerker Joop Piller bezig met het verzamelen van alle geallieerde soldaten. Du Bois werd speciaal met dat doel in de nacht van 16 op 17 oktober bij Voorthuizen gedropt. Hij kwam in contact met de Derk Wildeboer, de districtsleider van de Binnenlandse Strijdkrachten in Ede. Du Bois maakte nog het staartje van de voorbereiding van Operatie Pegasus I mee.
Du Bois verzamelde de deelnemers op de boerderij van Van Wolfswinkel aan de Meulunterseweg 3 in Lunteren. Daar verbleven zij in de kippenstallen. Naast Amerikanen en Britten waren er deelnemers uit Canada, Polen, Zuid-Afrika en zelfs een Rus. Zij arriveerden op de dagen voor de oversteek vanuit onder andere Apeldoorn, Elburg, Emst, Elspeet en Utrecht. Een dag voor de actie begon kreeg de Britse inlichtingenofficier Hughes Maguire het commando. Dit was tegen de zin van Du Bois en andere verzetsleden, omdat Maguire nauwelijks betrokken was geweest bij de voorbereiding en het gebied niet kende.
Het Edese verzet deed er alles aan om de actie geheim te houden, maar er waren te veel mensen bij betrokken. Veel Nederlanders verzochten of zij mee mochten, waardoor de groep uitgroeide tot honderdtwintig man.

## Actie
De groep vertrok om vier uur in de ochtend van 18 november. Zij hield zich overdag op in een bosperceel bij het Wekeromse Zand. Om vijf uur in de avond vertrokken de crossers. Door de grootte van de groep verplaatste zij zich langzaam. Om 21 uur werd de boerderij Westerrode bereikt. Daar zouden nog 20 militairen aanhaken, maar zij werden opgehouden. Maguire besloot niet te wachten omdat ze al twee uur achter lagen op schema. Tegen het advies in sneed Maguire een deel van de route af richting boerderij De Heibloem. Daarbij stuitte de groep op een  Duitse artilleriestelling, bestaande uit drie batterijen verdragende kanonnen. Een alerte schildwacht sloeg direct alarm. De groep viel daardoor al uit elkaar. Toen de voorhoede kort daarop de weg tussen Arnhem en Ede overstak werd er aan Duitse zijde groot alarm geslagen. 
De deelnemers aan de crossing vielen in kleine groepjes uit elkaar. Slechts 7 man slaagden er in de Rijn te bereiken en de oversteek te maken, waaronder de Nederlandse gids Wouter van den Brink. Zo'n dertig militairen werden gevangen genomen, terwijl vijftig anderen er in slaagden te ontkomen. Het grootste deel van de Nederlandse deelnemers viel in Duitse handen. Er viel in ieder geval drie doden: majoor John Coke en sergeant Bill Akone. De Nederlandse gids Emile Kerkhoven overleed enkele dagen later aan zijn verwondingen.

## Nasleep
Britse en Amerikaanse deelnemers konden rekenen om krijgsgevangenschap, maar Nederlanders verzetslieden moesten vrezen voor de dood. De Nederlandse deelnemers aan de missie waren in Brits uniform en hadden een nep-identiteit gekregen. Een aantal van hen viel bij ondervraging echter door de mand. Dit werd drie van hen noodlottig: Bram Streefland, Marinus van den Born en Johann Heyen werden in maart 1945 bij Woeste Hoeve geëxecuteerd. Dit was een vergelding voor een aanslag op de SS-officier Hanns Albin Rauter, de Duitse leider van de politie in Nederland, die daarbij zwaargewond raakte.
De ongeveer vijftig ontsnapte geallieerde militairen werden weer opgevangen door het verzet en verspreid ondergebracht in het gebied rond Kootwijkerbroek, Lunteren en Ede. Een aantal van hen werd later via onder andere Maurik en de Biesbosch alsnog naar bevrijd gebied overgebracht, terwijl anderen de bevrijding in Nederland moesten afwachten.
De Nederlandse zuster Annigje den Hartog was de enige vrouwelijke deelnemer aan de tocht. Zij werd gepakt en verschafte de Sicherheitsdienst waarschijnlijk informatie over de verblijfplaats van Abraham du Bois. Deze verbleef op de boerderij Wester Westering van Aart Melis Jochemsen in Ede. Op 1 december werd de boerderij bezocht door de V-mann Johnny de Droog en de SD-er Hugo van Rappard. Zij deden zich voor als Wageningse verzetsleden en zeiden voor Du Bois te komen. Du Bois was niet ter plekke, maar de twee mannen lieten weten de volgende dag terug te komen. Du Bois was toen wel ter plekke en werd aangehouden. Ook hij werd een aantal maanden later bij Woeste Hoeve gefusilleerd.

## Oorzaken voor mislukking
Er zijn meerdere redenen waarom de operatie mislukte:
- Ten opzichte van Operatie Pegasus I moest er een veel grotere afstand worden afgelegd. Bij de eerste actie lag het verzamelpunt voorbij Bennekom, nu werd er vanuit Lunteren vertrokken. Bovendien moest er zeker tien kilometer door sperrgebiet worden afgelegd, waar de Duitsers regelmatig patrouilleerden. Pegasus I vond plaats op het moment dat Bennekom gedwongen werd geëvacueerd, waardoor het druk en chaotisch was op straat, waardoor de crossers veel minder opvielen en de Duitsers minder waakzaam waren.
- Veel Nederlanders voegden zich in de laatste dagen bij de crossers, waardoor de groep onverantwoord groot werd. Zij hadden doorgaans geen militaire achtergrond, waardoor de discipline ver te zoeken was. De wel-militaire deelnemers aan de tocht zaten soms al zes weken ondergedoken in kleine ruimtes, waar hun conditie uiteraard onder leed.
- De Britse inlichtingenofficier Hughes Maguire kreeg van hoger hand een dag van tevoren het commando, tegen de zin van het Edese verzet. Maguire was nauwelijks betrokken geweest bij de voorbereiding en kende het gebied niet goed. Zijn besluit om een deel van de route af te snijden bleek uiteindelijk noodlottig.

## Deelnemers
Hieronder volgt een lijst van personen met een eigen Wikipedia-artikel die deelnamen aan Operatie Pegasus II:
- Tex Banwell
- Marinus van den Born
- Emile Kerkhoven
- Alexander Lipmann Kessel
- Ferdi Rombout
- Bram Streefland
- Graeme Warrack